# المؤتمر الشعبي اللبناني

شعار المؤتمر

المؤتمر الشعبي اللبناني، هو جبهة مؤسسات أهلية ومنظمة سياسية لبنانية تأسست عام 1980. يقدم المؤتمر نفسه «كإطار جامع لهيئات ومؤسسات وشخصيات عاملة في الحقل الوطني وناشطة في المجال العلمي والثقافي والاجتماعي والصحي والشبابي والنسائي». تتمحور أهداف المؤتمر أساسا على تعزيز الروابط الاخوية بين لبنان والبلدان العربية والعمل على إلغاء الطائفية السياسية في لبنان. يرأسه كمال حديد. يضم المؤتمر الشعبي اللبناني حوالي ثلاثين مؤسسة وجمعية وهيئة ورابطة أبرزها:
- اتحاد قوى الشعب العامل، حزب سياسي أسسه شاتيلا سنة 1965.
- هيئة الإسعاف الشعبي.
- اتحاد الشباب الوطني.
- المركز الوطني للدراسات.
- المؤتمر النسائي الوطني.
- هيئة أبناء العرقوب (مزارع شبعا).

## وصلات خارجية
صفحة عن المؤتمر الشعبي اللبناني في موقع كمال شاتيلا